# Carabalí Grande
Carabalí Grande är en ort i Mexiko.   Den ligger i kommunen Ayutla de los Libres och delstaten Guerrero, i den södra delen av landet, 290 km söder om huvudstaden Mexico City. Carabalí Grande ligger 57 meter över havet och antalet invånare är 229.
Terrängen runt Carabalí Grande är platt åt sydost, men åt nordväst är den kuperad. Runt Carabalí Grande är det ganska glesbefolkat, med 34 invånare per kvadratkilometer. Närmaste större samhälle är Las Vigas, 8,0 km sydväst om Carabalí Grande. Omgivningarna runt Carabalí Grande är en mosaik av jordbruksmark och naturlig växtlighet.